# Гороховское (Николаевская область)
Гороховское (укр. Горохівське) — село в Снигирёвском районе Николаевской области Украины.
Основано в 1925 году. Население по переписи 2001 года составляло 1022 человек. Почтовый индекс — 57356. Телефонный код — 5162. Занимает площадь 0,75 км².

## Местный совет
57356, Николаевская обл., Снигирёвский р-н, с. Гороховское, ул. Почтовая, 8